# André Descamps
André Philibert Valentin Descamps (né à Masnuy-Saint-Jean, le 29 aout 1792 ; mort à Tournai, le 17 juillet 1866) est un prêtre et un écrivain ecclésiastique belge.

## Biographie
André Descamps effectue ses humanités au collège de Soignies, puis entre au séminaire de Tournai en 1813. Il continue ses études de théologie au séminaire d'Arras. D'abord nommé professeur au collège de Soignies, il est ensuite ordonné prêtre. Il devient vicaire de Frasnes-lez-Buissenal en 1816, puis curé de Neufvilles en 1820.
En 1824, Descamps prend la direction du collège de Soignies, alors petit séminaire, mais celui-ci ferme l'année suivante. En effet, tous les petits séminaires ferment leurs portes en 1825 et sont brièvement remplacés par une seule institution, le Collège philosophique de Louvain, selon la volonté de Guillaume Ier des Pays-Bas.
En 1830, on lui confie l'organisation, dans les bâtiments historiques de l'ancienne abbaye de Bonne-Espérance, d'un nouveau petit séminaire, dont il est le premier président de 1830 à 1836.
Nommé chanoine honoraire en 1833, puis chanoine titulaire de Tournai deux ans plus tard, il devient doyen de Sainte-Waudru à Mons en 1838. L'évêque de Tournai, Mgr Gaspar-Joseph Labis, le nomme vicaire général en 1842. Descamps préside également le grand séminaire de Tournai et, en 1855, il est doyen du chapitre cathédral. Membre de l'administration diocésaine pendant plus de vingt ans, il assume jusqu'à sa mort la charge d'inspecteur ecclésiastique des écoles primaires du canton de Tournai.
Il meurt des suites d'une longue maladie, le 17 juillet 1866. Il est inhumé au cimetière de Mons.

## Travaux
André Descamps a notamment publié un cours de droit naturel lorsqu'il était président du petit séminaire de Bonne-Espérance et une étude sur les vitraux de la cathédrale Notre-Dame de Tournai. Il a également édité, pour la Société des bibliophiles belges, les Annales du Hainaut de François Vinchant.